# Chirassimont
Chirassimont is een gemeente in het Franse departement Loire (regio Auvergne-Rhône-Alpes) en telt 382 inwoners (2005). De plaats maakt deel uit van het arrondissement Roanne.

## Geografie
De oppervlakte van Chirassimont bedraagt 10,8 km², de bevolkingsdichtheid is 35,4 inwoners per km².
De onderstaande kaart toont de ligging van Chirassimont met de belangrijkste infrastructuur en aangrenzende gemeenten.

## Demografie
Onderstaande figuur toont het verloop van het inwonertal (bron: INSEE-tellingen).